# Хирацука
Хира́цука (яп. 平塚市 Хирацука-си) — особый город на юго-востоке Японии. Относится к префектуре Канагава. Площадь города составляет 67,83 км², население — 257 291 человек (1 августа 2014), плотность населения — 3793,17 чел./км².

## Города-побратимы
- Такаяма, Япония (1982)
- Идзу, Япония (1982)
- Ханамаки, Япония (1984)
- Лоуренс, США (1990)